# Liste der Naturdenkmale in Bitburg
Die Liste der Naturdenkmale in Bitburg nennt die im Gemeindegebiet von Bitburg ausgewiesenen Naturdenkmale (Stand 4. April 2024).

## Naturdenkmale
| Nr.         | Bezeichnung            | Lage                                                    | Beschreibung        | Bild                          |
| ----------- | ---------------------- | ------------------------------------------------------- | ------------------- | ----------------------------- |
| ND-7232-437 | Teufelsschlucht        | Irsch, östlich des Ortes; Flur Auf dem alten Rasen Lage | Tal des Matzenbachs | mehr Fotos \| Fotos hochladen |
| ND-7232-438 | Linde auf dem Friedhof | Masholder, Zur Heide, bei Nr. 5 Lage                    | Tilia sp.           | mehr Fotos \| Fotos hochladen |

## Ehemalige Naturdenkmale
| Nr. | Bezeichnung                    | Lage                                                     | Beschreibung                                                 | Bild                          |
| --- | ------------------------------ | -------------------------------------------------------- | ------------------------------------------------------------ | ----------------------------- |
|     | Tropfsteinhöhle mit Wasserfall | Albach, Albachmühle, bei Nr. 1 Lage                      | Tropfsteinhöhle mit Wasserfall; Rechtsverordnung aufgehoben  | mehr Fotos \| Fotos hochladen |
|     | Albachtal östlich Bitburg      | Albach, westlich des Ortes; Flur Im gebrannten Berg Lage | vom Albach eingeschnittenes Tal; Rechtsverordnung aufgehoben | mehr Fotos \| Fotos hochladen |